# Thailändische Fußballnationalmannschaft
Die thailändische Fußballnationalmannschaft (Thai: ฟุตบอลทีมชาติไทย) ist eine repräsentative Auswahl, die das südostasiatische Königreich Thailand im Fußballsport vertritt. Unterstellt ist die Mannschaft der Football Association of Thailand (FAT).
Rekordspieler ist Kiatisak Senamuang, der in Thailand auch Zico genannt wird. Rekordtorschütze ist Piyapong Piew-on, der in den Jahren 1981 bis 1997 insgesamt 77 Länderspieltore für die thailändische Nationalelf erzielte, viele davon aber bei von der FIFA nicht als A-Länderspiele anerkannten Spielen, z. B. im Rahmen der Olympiaqualifikation.

## Geschichte der Nationalmannschaft
Bereits im Jahr 1917 wurde eine erste thailändische Mannschaft gebildet, das erste Länderspiel soll 1948 gegen die Republik China stattgefunden haben. Das Spiel endete mit einer 1:6-Niederlage für die Thais, die FIFA gibt jedoch an, dass das Olympia-Vorrundenspiel gegen die Amateurmannschaft Großbritanniens das erste offizielle Länderspiel sei. Damals nahm Thailand an den Olympischen Sommerspielen 1956 in Melbourne teil, wo sie allerdings eben nach dieser 0:9–Niederlage gegen Großbritannien in der ersten Runde ausschieden und damit die höchste Niederlage der Geschichte erlitten.
Unter dem deutschen Trainer Günther Glomb, der das Team von 1968 bis 1985 trainierte, gelang der Mannschaft 1968 erneut die Qualifikation für die Olympischen Spiele. Beim olympischen Fußballturnier in Mexiko-Stadt schied Thailand aber nach drei Niederlagen in der Vorrunde aus.
Die Mannschaft hatte in ihrer Geschichte bereits acht verschiedene deutsche Trainer, zuletzt Winfried Schäfer von 2011 bis 2013. Zuletzt befand sich im Kader mit dem aus dem baden-württembergischen Herrenberg stammenden Verteidiger Manuel Bihr erstmals auch ein deutsch-thailändischer Spieler.

### Thailand bei den Fußball-Weltmeisterschaften
Thailand ist es bisher noch nicht gelungen, sich für eine Fußball-Weltmeisterschaft zu qualifizieren. Obwohl der Thailändische Fußballverband bereits am 25. Juni 1925 der FIFA beitrat, verzichtete er fast 50 Jahre lang auf eine Teilnahme an der Qualifikation zur Weltmeisterschaft. Erstmals war eine thailändische Mannschaft an der Qualifikation zur Fußball-Weltmeisterschaft 1974 in der Bundesrepublik beteiligt. Das erste WM-Qualifikationsspiel am 16. Mai 1973 in der südkoreanischen Hauptstadt Seoul verloren die Thais mit 0:1 gegen Südvietnam. Nach weiteren Niederlagen gegen Israel, Südkorea und Malaysia schied die Mannschaft punkt- und torlos aus. Auch die weiteren Qualifikationsrunden verliefen erfolglos.
Am weitesten kamen die Thailänder 2002, damals gelang es der Mannschaft den Libanon, Pakistan und Sri Lanka in der ersten Runde zu eliminieren und sich für die Finalrunde in Asien zu qualifizieren. Dort traf man auf den Iran, Saudi-Arabien, Bahrain und den Irak. Der thailändischen Mannschaft gelang es nicht, auch nur ein Spiel zu gewinnen, sie konnte aber gegen die Mannschaften aus dem Iran und Irak je ein Unentschieden in Bangkok erreichen, gegen Bahrain spielten sie zweimal Unentschieden. Mit somit insgesamt vier Punkten wurden die Thais Gruppenletzter.
Bei der Qualifikation zur WM 2006 scheiterte man an Nordkorea und den VAE.
Im Rahmen der Qualifikation zur Weltmeisterschaft 2010 traf Thailand auf Japan, den Oman und Bahrain. Dort konnte sie allerdings kein Spiel für sich entscheiden, am Ende stand nur ein Unentschieden auswärts gegen Bahrain zu Buche. Nach dem Scheitern trat Trainer Charnwit Polcheewin von seinem Amt zurück. Aufgrund der schlechten Ergebnisse während der Qualifikation zur WM 2010 fiel man in der Weltrangliste auf Platz 111 zurück. Mit dem Engländer Peter Reid wurde sein Nachfolger im August 2008 bekannt gegeben.
Die Qualifikation zur Weltmeisterschaft 2014 begann für Thailand in der zweiten Runde mit Spielen gegen die Palästinensischen Autonomiegebiete. Durch ein 1:0 im I-Mobile Stadion und ein 2:2 konnte sich Thailand für die dritte Runde qualifizieren, in der man auf Australien, den Oman und Saudi-Arabien traf. Lediglich das Hinspiel gegen den Oman wurde gewonnen. Durch einen Sieg im Rückspiel wäre die Qualifikation für die vierte Runde möglich gewesen, durch ein 0:2 schied Thailand aber als Gruppenletzter aus.
In der Qualifikation für die WM 2018 traf die Mannschaft in der zweiten Runde auf den Irak, die Republik China (Taiwan) und Vietnam. Mit vier Siegen und zwei Unentschieden wurden die Thais Gruppensieger und qualifizierten sich für die nächste Runde. In dieser konnten sie allerdings in zehn Spielen keinen Sieg und nur zwei Unentschieden erreichen (jeweils in Bangkok gegen Australien und die Vereinigten Arabischen Emirate) und scheiterten damit als Gruppenletzter.
Bei der Qualifikation für die WM 2022 traf die Auswahl in der zweiten Runde auf die Vereinigten Arabischen Emirate, Vietnam, Malaysia sowie Indonesien. Dort erreichte man mit nur neun Punkten den 4. Platz der Gruppe und schied somit vorzeitig aus.
Bei der Qualifikation für die Weltmeisterschaft 2026 traf die Auswahl in der zweiten Runde auf die Südkorea, China sowie Singapur. Dort erreichte man mit acht Zählern den 3. Platz der Gruppe, punktgleich mit dem Zweiten China und schied wieder vorzeitig aus. Die Auswärtsspiele in Südkorea und China endeten jeweils mit einem 1:1-Unentschieden. 

### Thailand bei den Fußball-Asienmeisterschaften

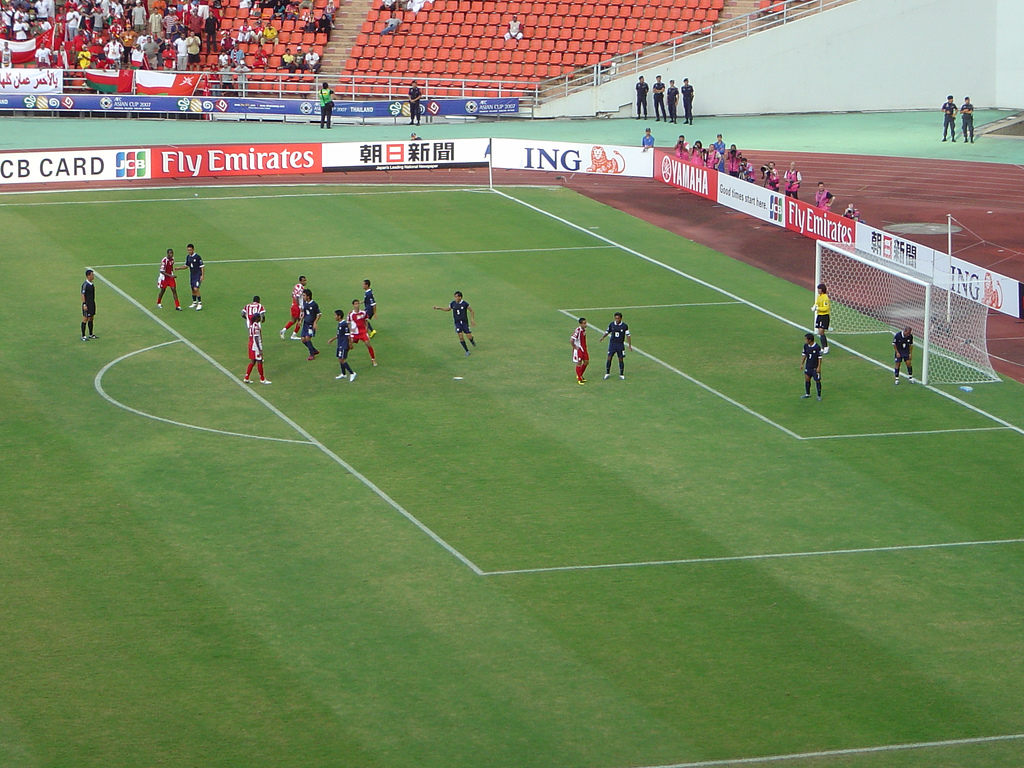
Thailand bei den Asienmeisterschaften 2007

Erstmals wollte sich Thailand für die Asienmeisterschaft 1968 qualifizieren. Damals wurde man in der Qualifikationsgruppe nur zweiter hinter Hongkong und schied aus.
Vier Jahre später gelang der Mannschaft der Sprung in die Endrunde, welche zugleich in der thailändischen Hauptstadt Bangkok ausgetragen wurde. Im ersten Spiel des Turniers unterlagen die Gastgeber Kuwait mit 0:2. Es folgte ein 1:1 gegen den Irak sowie eine 2:3–Niederlage gegen den Iran, wobei die Mannschaft in diesem Spiel bis zur 80. Minute mit 2:0 geführt hatte. Trotz dieser Niederlage wurden die Thais zweiter in ihrer Gruppe und erreichten das Halbfinale, dort unterlagen sie Südkorea mit 1:2 im Elfmeterschießen, nachdem es nach der Verlängerung 1:1 gestanden hatte. Das Spiel um Platz drei gewann Thailand wiederum im Elfmeterschießen gegen Kambodscha mit 5:3 (2:2 n. V.).
Nach diesem Erfolg verpasste Thailand die Teilnahme an den nächsten vier Endrunden. Erst 20 Jahre später konnte sich wieder eine thailändische Mannschaft für die Asienmeisterschaft qualifizieren. In der Qualifikation zur Asienmeisterschaft 1992 wurde Südkorea ausgeschaltet. Bei der Endrunde in Japan erspielte die Mannschaft jedoch nur zwei Unentschieden (1:1 gegen Katar und 0:0 gegen China), ehe sie mit 0:4 gegen Saudi-Arabien unterlag und in der Vorrunde ausschied.
Bei der Asienmeisterschaft 1996 in den Vereinigten Arabischen Emiraten startete Thailand mit einer 0:6–Niederlage gegen Saudi-Arabien in das Turnier. Auch die Spiele gegen Iran (1:3) und Irak (1:4) gingen verloren, sodass die Mannschaft die Vorrunde punktlos als Gruppenletzter abschloss. Die Endrunde der Asienmeisterschaft vier Jahre später endete für Thailand ebenfalls mit dem Vorrundenaus, nachdem die Thais mit 0:2 gegen den Irak verloren, sowie jeweils 1:1 gegen den Iran und den Libanon gespielt hatten. Bei der Asienmeisterschaft 2004 gingen alle Vorrundenspiele – 0:3 gegen Iran, 1:4 gegen Japan und 0:2 gegen Oman – verloren, sodass Thailand das Turnier wie schon 1996 als schlechteste Mannschaft beendete.
Auch bei der Endrunde 2007, bei der Thailand einer der vier Gastgeber war, schied die Mannschaft frühzeitig aus. In der Vorrundengruppe A erkämpfte man sich zunächst ein 1:1 gegen den Irak, ehe mit dem 2:0 über den Oman der erste Sieg in regulärer Spielzeit bei einer Endrunde gelang. Zum Weiterkommen reichte es trotzdem nicht, da Thailand mit 0:4 gegen Australien verlor und damit aufgrund des schlechteren direkten Vergleiches gegenüber den Australiern die Vorrunde als Gruppendritter abschließen musste.
Für die folgenden beiden Wettbewerbe 2011 und 2015 konnte sich die Auswahl nicht qualifizierten. Beim Turnier in den Vereinigten Arabischen Emiraten erreichte man 2019 das Achtelfinale, wo man China mit 1:2 unterlag. Bei der Meisterschaft 2024 in Katar zog man ebenfalls ins Achtelfinale ein und unterlag dort mit 1:2 gegen Usbekistan.
| Jahr | Gastgeberland                        | Teilnahme bis…                  | Gegner                      | Ergebnis        |
| ---- | ------------------------------------ | ------------------------------- | --------------------------- | --------------- |
| 1968 | Iran                                 | keine Qualifikation             | –                           | –               |
| 1972 | Thailand                             | Spiel um Platz 3                | Kambodscha                  | 5:3 n. E.       |
| 1976 | Iran                                 | Qualifiziert aber zurückgezogen | −                           | –               |
| 1980 | Kuwait                               | keine Qualifikation             | −                           | −               |
| 1984 | Singapur                             | keine Qualifikation             | −                           | −               |
| 1988 | Katar                                | keine Qualifikation             | −                           | −               |
| 1992 | Japan                                | Vorrunde                        | Saudi-Arabien, China, Katar | 2 Pkt., 1:5 T.  |
| 1996 | V.A.E.                               | Vorrunde                        | Saudi-Arabien, Iran, Irak   | 0 Pkt., 2:13 T. |
| 2000 | Libanon                              | Vorrunde                        | Iran, Irak, Libanon         | 2 Pkt., 2:4 T.  |
| 2004 | China                                | Vorrunde                        | Japan, Iran, Oman           | 0 Pkt., 1:9 T.  |
| 2007 | Indonesien/Malaysia Thailand/Vietnam | Vorrunde                        | Irak, Australien, Oman      | 4 Pkt., 3:5 T.  |
| 2011 | Katar                                | keine Qualifikation             | −                           | −               |
| 2015 | Australien                           | keine Qualifikation             | −                           | −               |
| 2019 | V.A.E                                | Achtelfinale                    | China                       | 1:2             |
| 2024 | Katar                                | Achtelfinale                    | Usbekistan                  | 1:2             |

### Regionale Meisterschaften

#### ASEAN-Fußballmeisterschaft

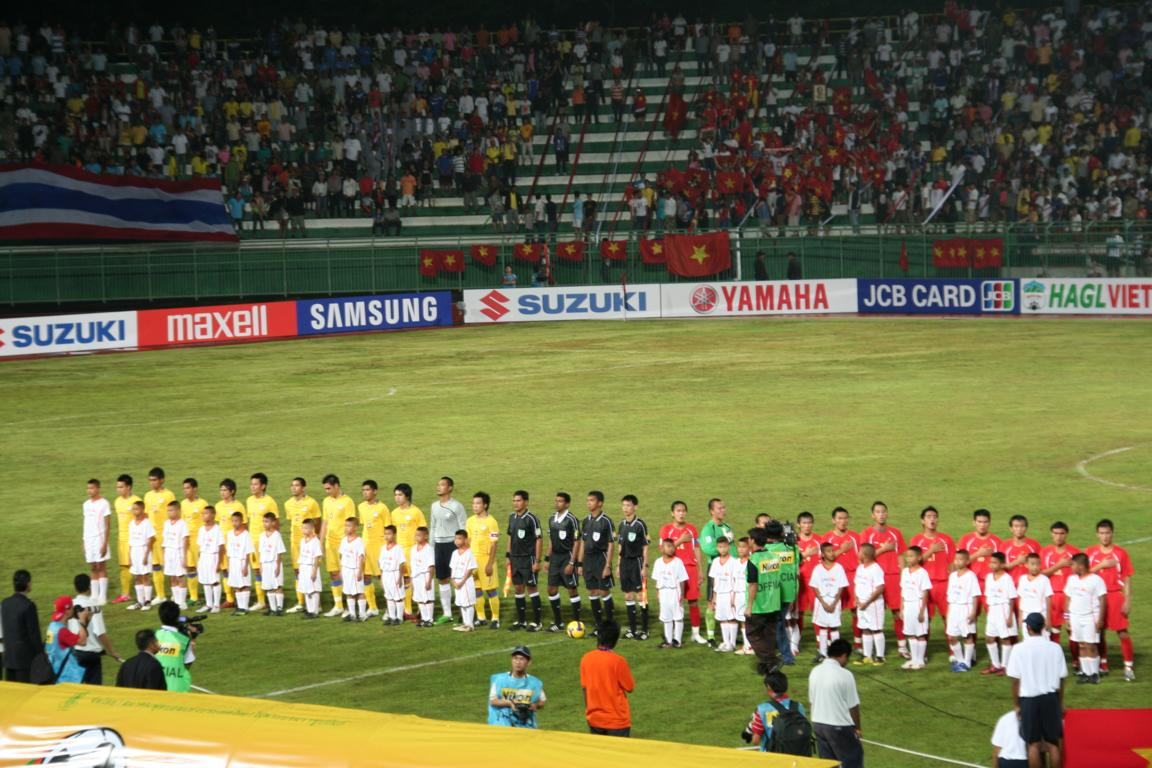
Thailand bei den ASEAN-Meisterschaften 2008 in Phuket

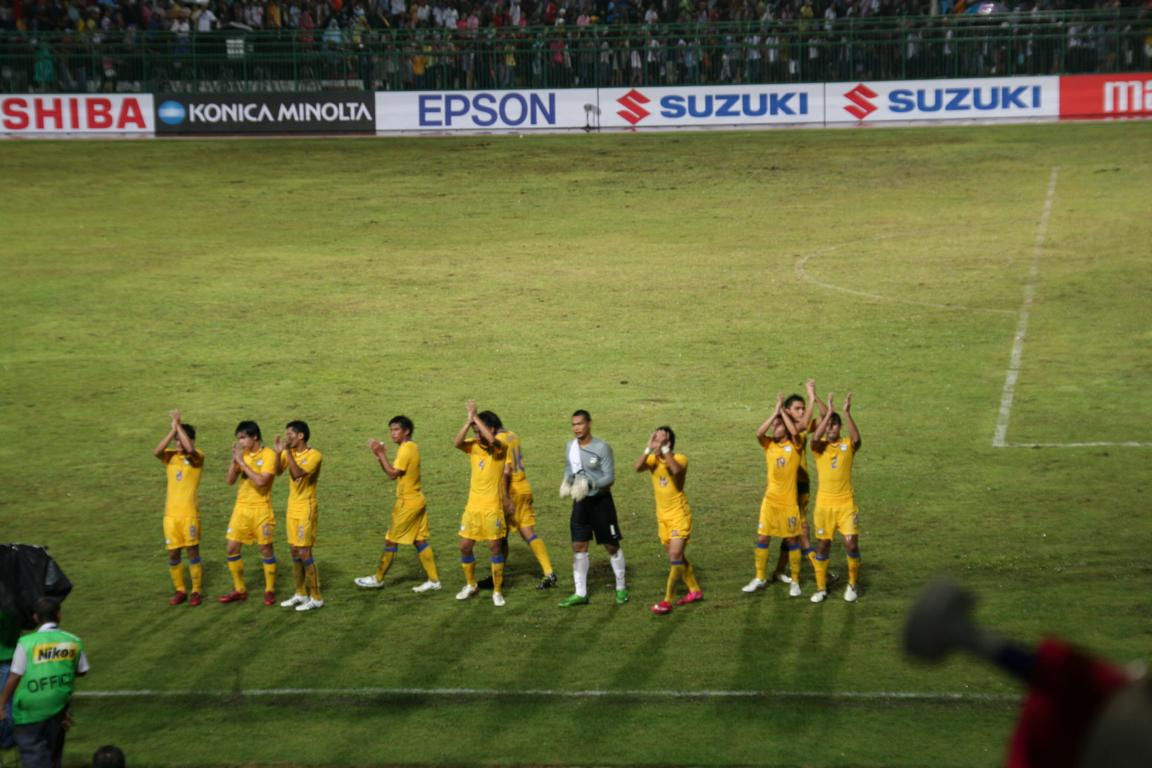
Thailand bei den ASEAN-Meisterschaften 2008 in Phuket

Wesentlich erfolgreicher war Thailand bei der ASEAN-Fußballmeisterschaft (Südostasienmeisterschaft, ehemals Tiger-Cup, jetzt AFF Suzuki Cup). Insgesamt konnte die Mannschaft den Wettbewerb siebenmal gewinnen. Das erste Mal 1996, wo der Tiger Cup das erste Mal ausgetragen wurde. Im Finale konnte Malaysia mit 1:0 bezwungen werden. Torschütze des Siegtores war der kommende Nationalheld Kiatisak Senamuang. Insgesamt erzielte er in diesem Turnier 5 Tore. 1998 war die Mannschaft Teil eines Skandals während des Turniers. Im letzten und entscheidenden Gruppenspiel wollte weder Thailand noch Indonesien das Spiel gewinnen. Der Gewinner des Spiels, und damit der Gruppensieger, hätte im Halbfinale in Vietnam antreten sollen. Jedoch war keine der beiden Mannschaften daran interessiert dort spielen zu wollen. Nachdem die erste Halbzeit 0:0 geendet hatte, fielen in der zweiten Hälfte noch 5 Tore. Das letzte Tor fiel durch ein Eigentor des indonesischen Spielers Mursyid Effendi in der 89. Minute. Der indonesische Torhüter machte keine Anstalten den Ball halten zu wollen und Thailand stand damit im Halbfinale. Thailand ging im Halbfinale mit 0:3 gegen Vietnam unter. Nach dem Turnier wurden sowohl der Thailändische Verband als auch der Indonesische mit einer Geldstrafe in Höhe von 40.000 Dollar belegt. Zudem durften die Verbände drei Monate lang keine internationalen Spiele mehr austragen. Der Schütze des Eigentores wurde für den Rest seines Lebens vom Fußball gesperrt. Torschützenkönig des Turniers wurde am Ende der Thailänder Netipong Sritong-in mit sieben erzielten Toren und die Mannschaft belegte am Ende Platz 4. 2000 als auch 2002 konnten die Thais das Turnier für sich entscheiden. Beide Male trat man im Finale gegen Indonesien an und ging als Sieger hervor. Bei dem Turnier im Jahre 2000 wurde Worrawoot Srimaka neben Gendut Christiawan mit fünf Treffern Torschützenkönig. Worrawoot Srimaka nahm bereits 1996 an dem Wettbewerb teil und war auch 2002 für Thailand dabei. Spieler des Turniers 2000 wurde Kiatisak Senamuang. Das schlechteste Abschneiden bei der ASEAN-Fußballmeisterschaft resultiert aus dem Jahr 2004. Bereits in der Vorrunde schied die Mannschaft aus. Mit einem 8:0 über die Mannschaft Osttimores gelang zwar der bis heute höchste Sieg Thailands bei diesem Turnier, doch verpasste man als Gruppendritter den Einzug in die nächste Runde. Sowohl 2007 als auch 2008 und 2012, jeweils als Co-Gastgeber, erreichte Thailand das Finale. Alle Endspiele wurden jeweils in Hin- und Rückspielen ausgetragen und gingen am Ende knapp verloren. Erst 2014 errang Thailand nach zwölf Jahren den nächsten Titel und auch zwei Jahre später gewann man erneut. 2021 sowie 2022 konnte man den Wettbewerb dann zum insgesamt siebten Mal gewinnen.
| Jahr | Gastgeberland         | Teilnahme bis…   | Gegner                                   | Ergebnis        |
| ---- | --------------------- | ---------------- | ---------------------------------------- | --------------- |
| 1996 | Singapur              | Finale           | Malaysia                                 | 1. Platz        |
| 1998 | Vietnam               | Spiel um Platz 3 | Indonesien                               | 4. Platz        |
| 2000 | Thailand              | Finale           | Indonesien                               | 1. Platz        |
| 2002 | Indonesien / Singapur | Finale           | Indonesien                               | 1. Platz        |
| 2004 | Vietnam / Malaysia    | Vorrunde         | Myanmar, Malaysia, Philippinen, Osttimor | 7 Pkt., 13:4 T. |
| 2007 | Thailand / Singapur   | Finale           | Singapur                                 | 2. Platz        |
| 2008 | Thailand / Indonesien | Finale           | Vietnam                                  | 2. Platz        |
| 2010 | Vietnam / Indonesien  | Vorrunde         | Indonesien, Malaysia, Laos               | 2 Pkt., 3:4 T.  |
| 2012 | Thailand / Malaysia   | Finale           | Singapur                                 | 2. Platz        |
| 2014 | Singapur / Vietnam    | Finale           | Malaysia                                 | 1. Platz        |
| 2016 | Myanmar / Philippinen | Finale           | Indonesien                               | 1. Platz        |
| 2018 | kein Gastgeber        | Halbfinale       | Malaysia                                 | 3. Platz        |
| 2021 | Singapur              | Finale           | Indonesien                               | 1. Platz        |
| 2022 | kein Gastgeber        | Finale           | Vietnam                                  | 1. Platz        |
| 2024 | kein Gastgeber        | Finale           | Vietnam                                  | 2. Platz        |

#### Südostasienspiele
Auch bei den SEA Games war die Mannschaft sehr erfolgreich und konnte bisher 9-mal den Titel gewinnen. Gemessen an den Erfolgen bei den ASEAN-Fußballmeisterschaften und den SEA Games, ist Thailand die erfolgreichste Nationalmannschaft Südostasiens. Die SEA Games wurden bis 1999 von den Seniorenmannschaften bestritten. Seit 2001 werden nur noch die U-23 Nationalmannschaften eines Landes zugelassen. Für die Erfolge der U-23 Thailands bei den SEA Games ab 2001 siehe: Thailändische Fußballnationalmannschaft (U-23-Männer).
Das erste Turnier der SEA Games fand 1959 in Bangkok, Thailand statt. Die Mannschaft erreichte auf Anhieb das Finale musste sich aber der Mannschaft Südvietnams geschlagen geben. Zu dem damaligen Zeitpunkt gab es noch zwei Nationalmannschaften Vietnams. 1965 wurde erneut das Finale erreicht. Nach 90 Minuten trennten sich beide Teams 2:2-Unentschieden und es gab zwei Sieger des Turniers. Von 1981 bis 1985 konnte Thailand das Turnier zum ersten Mal 3-mal in Folge gewinnen. Die Totale Dominanz Thailands bei diesem Turnier begann zu Beginn der 1990er Jahre. 1991 unterlag man im Finale noch der Indonesien 3:4 nach Elfmeterschießen. Doch seit 1993 konnte keine andere Nation dieses Turnier mehr für sich entscheiden außer Thailand. Einer der Stars der SEA Games war Kiatisak Senamuang, welcher 1993 seine ersten Länderspiele für Thailand bestritt. Er nahm an allen SEA Games Wettbewerben von 1993 bis 1999 teil und gewann insgesamt vier Goldmedaillen. 1999 wurde er mit sechs Toren Torschützenkönig des Turniers.
| Jahr | Stadt               | Teilnahme bis…   | Gegner             | Ergebnis           |
| ---- | ------------------- | ---------------- | ------------------ | ------------------ |
| 1959 | Bangkok             | Finale           | Südvietnam         | 2. Platz           |
| 1961 | Rangoon             | Spiel um Platz 3 | Südvietnam         | 3. Platz (geteilt) |
| 1965 | Kuala Lumpur        | Finale           | Burma              | 1. Platz (geteilt) |
| 1967 | Bangkok             | Spiel um Platz 3 | Laos               | 3. Platz           |
| 1969 | Rangoon             | Finale           | Burma              | 2. Platz           |
| 1971 | Kuala Lumpur        | Spiel um Platz 3 | Südvietnam         | 3. Platz (geteilt) |
| 1973 | Singapur            | Vorrunde         | Singapur, Malaysia | 1:2 Pkt., 1 T.     |
| 1975 | Bangkok             | Finale           | Malaysia           | 1. Platz           |
| 1977 | Kuala Lumpur        | Finale           | Malaysia           | 2. Platz           |
| 1979 | Jakarta             | Spiel um Platz 3 | Indonesien         | 3. Platz           |
| 1981 | Manila              | Finale           | Malaysia           | 1. Platz           |
| 1983 | Singapur            | Finale           | Singapur           | 1. Platz           |
| 1985 | Bangkok             | Finale           | Singapur           | 1. Platz           |
| 1987 | Jakarta             | Spiel um Platz 3 | Burma              | 3. Platz           |
| 1989 | Kuala Lumpur        | Spiel um Platz 3 | Indonesien         | 4. Platz           |
| 1991 | Manila              | Finale           | Indonesien         | 2. Platz           |
| 1993 | Singapur            | Finale           | Myanmar            | 1. Platz           |
| 1995 | Chiang Mai          | Finale           | Vietnam            | 1. Platz           |
| 1997 | Jakarta             | Finale           | Indonesien         | 1. Platz           |
| 1999 | Bandar Seri Begawan | Finale           | Vietnam            | 1. Platz           |

## Aktueller Kader
(Kader bei der Südostasienmeisterschaft 2024 / Stand: 5. Januar 2025)
| 1          | Patiwat Khammai          | Bangkok United             | 24. Dez. 1994 | 22 | 0  |
| 20         | Kampol Pathomakkakul     | Ratchaburi FC              | 27. Juli 1992 | 11 | 0  |
| 23         | Korrakot Pipatnadda      | Rayong FC                  | 15. Juli 1999 | 2  | 0  |
| Abwehr     |                          |                            |               |    |    |
| 6          | Thitathorn Aksornsri     | Uthai Thani FC             | 8. Nov. 1997  | 8  | 0  |
| 5          | Chalermsak Aukkee        | Port FC                    | 25. Aug. 1994 | 13 | 2  |
| 2          | James Beresford          | Uthai Thani FC             | 17. Apr. 2002 | 4  | 0  |
| 21         | Suphanan Bureerat        | Port FC                    | 10. Dez. 1993 | 30 | 2  |
| 3          | Pansa Hemviboon          | Buriram United             | 18. März 1999 | 53 | 6  |
| 4          | Jonathan Khemdee         | Ratchaburi FC              | 9. Mai 2002   | 9  | 0  |
| 12         | Nicholas Mickelson       | Odense BK                  | 24. Juli 1999 | 20 | 2  |
| 26         | Kritsada Nontharat       | Bangkok United             | 16. Feb. 2001 | 0  | 0  |
| 15         | Saringkan Promsupa       | Sukhothai FC               | 29. März 1997 | 4  | 0  |
| 24         | Apisit Sorada            | Ratchaburi FC              | 28. Feb. 1997 | 3  | 0  |
| Mittelfeld |                          |                            |               |    |    |
| 8          | Peeradon Chamratsamee    | Port FC                    | 15. Sep. 1992 | 32 | 4  |
| 13         | Ben Davis                | Uthai Thani FC             | 24. Nov. 2000 | 5  | 3  |
| 22         | Worachit Kanitsribumphen | Port FC                    | 24. Aug. 1997 | 28 | 2  |
| 17         | Ekanit Panya             | Urawa Red Diamonds         | 21. Okt. 1999 | 28 | 2  |
| 18         | Weerathep Pomphan        | Muangthong United          | 19. Sep. 1996 | 43 | 0  |
| 16         | Akarapong Pumwisat       | Lamphun Warrior FC         | 23. Nov. 1995 | 9  | 2  |
| 25         | Seksan Ratree            | Buriram United             | 14. März 2003 | 10 | 3  |
| 7          | Supachok Sarachat        | Hokkaido Consadole Sapporo | 22. Mai 1998  | 40 | 10 |
| 19         | William Weidersjö        | Uthai Thani FC             | 10. Juni 2001 | 1  | 0  |
| 11         | Anan Yodsangwal          | Lamphun Warrior FC         | 9. Juli 2001  | 8  | 0  |
| Angriff    |                          |                            |               |    |    |
| 9          | Patrik Gustavsson        | Nara Club                  | 19. Apr. 2001 | 9  | 5  |
| 10         | Suphanat Mueanta         | Buriram United             | 2. Aug. 2002  | 34 | 15 |
| 14         | Teerasak Poeiphimai      | Port FC                    | 21. Sep. 2002 | 17 | 3  |

## Nachwuchsmannschaften
Im Nachwuchsbereich wurde die U-17-Auswahl des Landes im Jahre 1998 Asienmeister und nahm an den Weltmeisterschaften 1997 und 1999 in Neuseeland teil. Dort verloren die Thais allerdings alle Spiele und schieden in der Vorrunde aus. Für die Junioren-Fußballweltmeisterschaft konnte sich Thailand bisher nicht qualifizieren.
Die Qualifikation zu den Olympischen Sommerspielen gelang Thailand nach 1968 nicht mehr. Zuletzt wurde die Qualifikation zu den Sommerspielen 2024 verpasst.

## Spielorte
Anders als die deutsche Fußballnationalmannschaft hat die Nationalmannschaft Thailands ein Nationalstadion, in dem fast alle Spiele ausgetragen werden. Es ist das Rajamangala-Nationalstadion, welches fast 50.000 Zuschauern Platz bietet. Gebaut für die Asienspiele 1998 dient es seitdem als Heimstätte. Wie nahezu alle Stadien in Thailand besitzt es eine Tartanbahn. Das Stadion befindet sich im Bangkoker Bezirk Bang Kapi und ist nicht an die öffentlichen Verkehrslinien angeschlossen. Im Sommer 2000 spielte der FC Bayern München gegen die thailändische Nationalmannschaft in diesem Stadion. 2004 gastierte die deutsche Fußballnationalmannschaft zum ersten Mal im Rajamangala-Stadion. Vor dem Bau des Rajamangala-Nationalstadions wurde das 1935 erbaute Suphachalasai-Stadion als Nationalstadion benutzt.

## Spielkleidung und Trikot
Traditionell spielt die thailändische Nationalmannschaft seit jeher in roten und blauen Trikots. Rot wird für Heimspiele, Blau für Auswärtsspiele verwendet. Die Farben sind den Nationalfarben des Landes entlehnt. Im November 2008 spielte die Mannschaft erstmals in gelben Trikots, mit leichtem Blau. Gelb gilt als die Farbe von König Bhumibol, da er an einem Montag geboren wurde und diesem Tag gemäß der traditionellen Zuordnung von Wochentagen und Farben Gelb zugeordnet ist. Mit dem Ausrüster Nike schloss der Verband zudem erstmals einen Vertrag mit einer ausländischen Firma. Zuvor waren die nationalen Sportartikelhersteller Grand Sport und FBT Ausrüster der Nationalmannschaften gewesen. Geschlossen wurde der Vertrag mit Nike im Jahr 2007 und galt für fünf Jahre. Schätzungen zufolge ging man von einem Vertragswert über 150 Millionen Baht aus. Aktuell ist 2024 der Hersteller Warrix Ausrüster des Verbands.

## Statistiken

### Rekordspieler
| Spiele    | Name                       | Position          | Zeitraum      |
| --------- | -------------------------- | ----------------- | ------------- |
| 134 (131) | Kiatisuk Senamuang         | Angriff           | 1993 bis 2007 |
| 128       | Teerasil Dangda            | Angriff           | seit 2007     |
| 110       | Tawan Sripan               | Mittelfeld        | 1993 bis 2009 |
| 103       | Theerathon Bunmathan       | Abwehr/Mittelfeld | seit 2010     |
| 100 (102) | Datsakorn Thonglao         | Angriff           | 2003 bis 2017 |
| 100 (94)  | Piyapong Piew-on           | Angriff           | 1981 bis 1997 |
| 096       | Dusit Chalermsan           | Abwehr            | 1994 bis 2004 |
| 090       | Niweat Siriwong            | Abwehr            | 1997 bis 2012 |
| 087       | Natee Thongsookkaew        | Abwehr            | 1986 bis 2000 |
| 086       | Surachai Jaturapattarapong | Mittelfeld        | 1991 bis 2002 |
| 085       | Attaphol Buspakom          | Mittelfeld        | 1985 bis 1998 |
| 085       | Niwat Srisawat             | Angriff           | 1967 bis 1979 |

### Rekordtorschützen
| Tore | Name                  | Spiele    | Quote | AM-Tore |
| ---- | --------------------- | --------- | ----- | ------- |
| 71   | Kiatisuk Senamuang    | 134 (131) | 0,53  | 1       |
| 70   | Piyapong Piew-on      | 100 (94)  | 0,7   | NT      |
| 64   | Teerasil Dangda       | 128       | 0,5   | 1       |
| 31   | Sarayut Chaikamdee    | 049       | 0,63  | 0       |
| 29   | Vithoon Kijmongkolsak | 084       | 0,35  | 0       |
| 28   | Daoyod Dara           | 070       | 0,4   | NT      |
| 28   | Worrawoot Srimaka     | 063       | 0,44  | 0       |
| 28   | Niwat Srisawat        | 085       | 0,33  | NT      |

Stand: 4. Juni 2025

## Trainer
- Peter Schnittger (1976–1978)
- Burkhard Ziese (1985–1986)
- Dettmar Cramer (1997)
- Chatchai Paholpat (1992–1997 Co-Trainer, 1997–2003, 2004 Trainer)
- Sigfried Held (2004–2005)
- Winfried Schäfer (2011–2013)
- Surachai Jaturapattarapong (2013)
- Kiatisak Senamuang (2013–2017)
- Milovan Rajevac (2017–2019)
- Sirisak Yodyardthai (2019)
- Akira Nishino (2019–2021)
- Alexandré Pölking (2021–2023)
- Masatada Ishii (seit 22. November 2023)

## Länderspiele gegen deutschsprachige Fußballnationalmannschaften

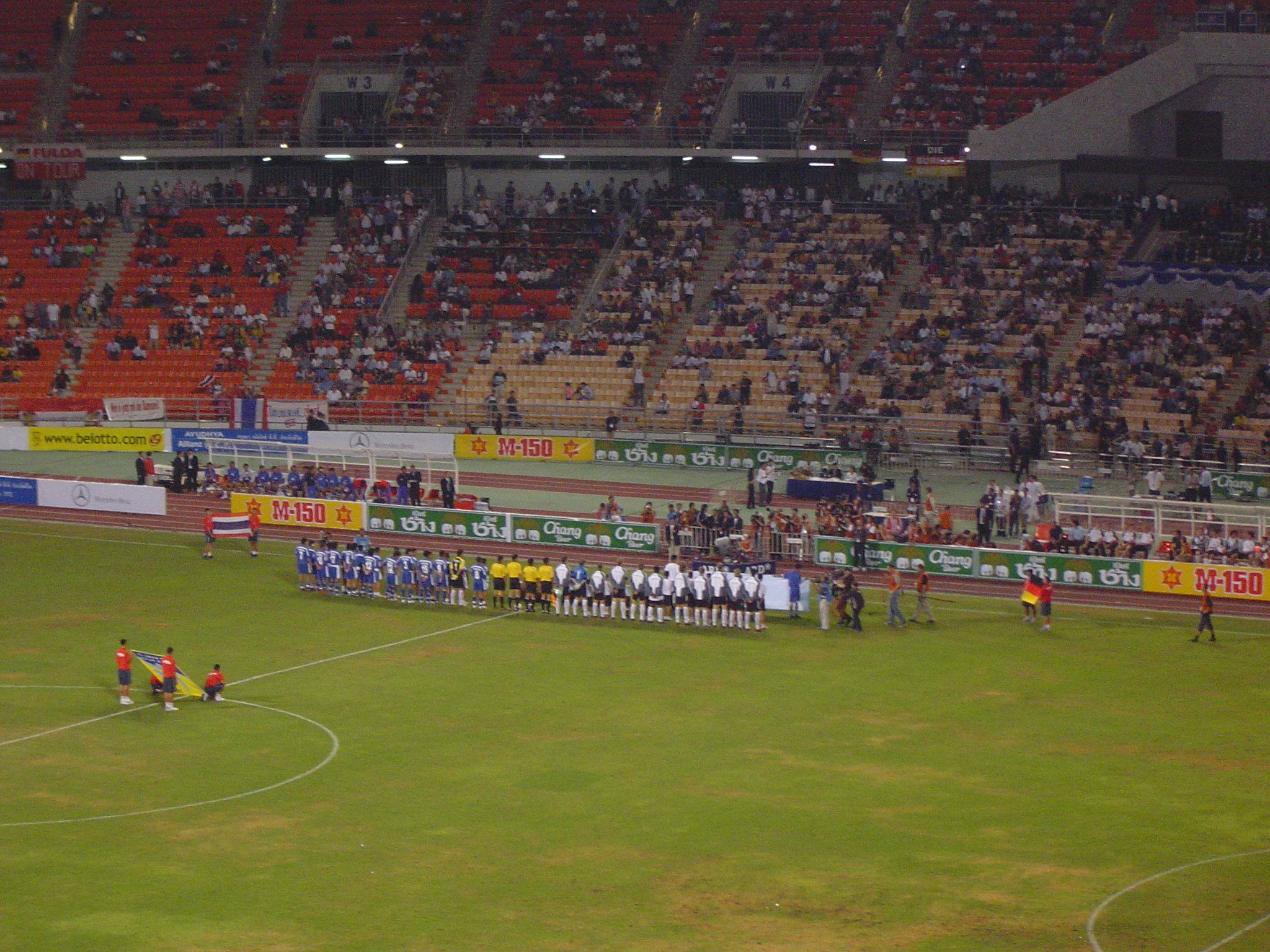
Länderspiel
Thailand – Deutschland am 21. Dezember 2004

Bei ihrem bisher einzigen Spiel gegen Deutschland wurden die Thais vom ehemaligen Nationalspieler Sigfried Held trainiert.
|    | Datum      | Ort                | Heim      | Resultat | Gast          | Zuschauer | Anlass                       |
| -- | ---------- | ------------------ | --------- | -------- | ------------- | --------- | ---------------------------- |
| 1. | 01.05.1980 | Medan (Indonesien) | Luxemburg | 1:0      | Thailand      | k. A.     | Mara Halim Cup               |
| 2. | 16.06.1981 | Jeonju (Südkorea)  | Thailand  | 2:0      | Liechtenstein | k. A.     | President’s Cup Gruppenspiel |
| 3. | 21.12.2004 | Bangkok            | Thailand  | 1:5      | Deutschland   | 15.000    | Freundschaftsspiel           |

Bisher wurden keine Spiele gegen Österreich oder die Schweiz bestritten.